# Günter von Drenkmann
Günter von Drenkmann (ur. 9 listopada 1910 w Berlinie, zm. 10 listopada 1974 tamże) – niemiecki prawnik, prezes sądu w Berlinie, ofiara zamachu terrorystów z Ruchu 2 Czerwca.
Został napadnięty 10 listopada 1974 w swoim domu przez działaczy Ruchu 2 Czerwca po tym, jak jeden ze skrajnie lewicowych terrorystów, Holger Meins, zmarł w więzieniu, wskutek strajku głodowego. Ciężko ranny Drenkmann umarł w szpitalu tego samego dnia. Okoliczności napadu nie zostały w pełni wyjaśnione.